# Liridon Kalludra
Liridon Kalludra (Kosovska Mitrovica, 1991. november 5. –) jugoszláv születésű svéd korosztályos válogatott labdarúgó, a norvég Kristiansund középpályása.

## Pályafutása

### Klubcsapatokban
Kalludra az egykori Jugoszlávia területén, Kosovska Mitrovica városában született, majd családjával Svédországba költözött. Az ifjúsági pályafutását a svéd Svane és Uddevalla csapataiban kezdte, majd 2008-ban a Ljungskile akadémiájánál folytatta.
2008-ban mutatkozott be a Ljungskile felnőtt csapatában. 2010-ben a norvég Kristiansundhoz igazolt. 2015 januárjában az első osztályban szereplő Sarpsborg 08 csapatához szerződött. Először 2015. április 10-én, Vålerenga ellen 1–1-es döntetlennel zárult mérkőzés 76. percében Henrik Ojamaa cseréjeként lépett pályára. 2015. augusztus 6-án visszatért a Kristiansund együtteséhez, ahol azóta is szerepel. Három nappal később, a Fredrikstad ellen 1–0-ra megnyert találkozón debütált. A 2016-os szezonban feljutott a klubbal az első osztályba.

### A válogatottban
Kalludra tagja volt a svéd U16-os, U18-as és U19-es korosztályú válogatottnak.

## Statisztikák
2022. szeptember 18. szerint
| Klub         | Szezon   | Osztály     | Bajnokság | Bajnokság | Kupa  | Kupa | Nemzetközi | Nemzetközi | Összesen | Összesen |
| Klub         | Szezon   | Osztály     | Meccs     | Gól       | Meccs | Gól  | Meccs      | Gól        | Meccs    | Gól      |
| ------------ | -------- | ----------- | --------- | --------- | ----- | ---- | ---------- | ---------- | -------- | -------- |
| Ljungskile   | 2009     | Superettan  | 17        | 1         | 1     | 0    | —          | —          | 18       | 1        |
| Kristiansund | 2010     | 2. divisjon | 2         | 0         | 1     | 0    | —          | —          | 3        | 0        |
| Kristiansund | 2011     | 2. divisjon | 3         | 0         | 0     | 0    | —          | —          | 3        | 0        |
| Kristiansund | 2012     | 2. divisjon | 25        | 5         | 1     | 0    | —          | —          | 26       | 5        |
| Kristiansund | 2013     | OBOS-ligaen | 28        | 5         | 2     | 0    | —          | —          | 30       | 5        |
| Kristiansund | 2014     | OBOS-ligaen | 30        | 9         | 3     | 0    | —          | —          | 33       | 9        |
| Kristiansund | Összesen | Összesen    | 88        | 19        | 7     | 0    | 0          | 0          | 95       | 19       |
| Sarpsborg 08 | 2015     | Tippeligaen | 14        | 1         | 4     | 1    | —          | —          | 18       | 2        |
| Kristiansund | 2015     | OBOS-ligaen | 13        | 0         | 0     | 0    | —          | —          | 13       | 0        |
| Kristiansund | 2016     | OBOS-ligaen | 27        | 0         | 0     | 0    | —          | —          | 27       | 0        |
| Kristiansund | 2017     | Eliteserien | 22        | 1         | 2     | 1    | —          | —          | 24       | 2        |
| Kristiansund | 2018     | Eliteserien | 26        | 6         | 2     | 2    | —          | —          | 28       | 8        |
| Kristiansund | 2019     | Eliteserien | 26        | 3         | 3     | 1    | —          | —          | 29       | 4        |
| Kristiansund | 2020     | Eliteserien | 26        | 4         | 0     | 0    | —          | —          | 26       | 4        |
| Kristiansund | 2021     | Eliteserien | 25        | 1         | 0     | 0    | —          | —          | 25       | 1        |
| Kristiansund | 2022     | Eliteserien | 22        | 1         | 1     | 0    | —          | —          | 23       | 1        |
| Kristiansund | Összesen | Összesen    | 187       | 16        | 8     | 4    | 0          | 0          | 195      | 20       |
| Összesen     | Összesen | Összesen    | 306       | 37        | 20    | 5    | 0          | 0          | 326      | 42       |

## Sikerei, díjai
Kristiansund
- OBOS-ligaen
  - Feljutó (1): 2016

## Fordítás
Ez a szócikk részben vagy egészben  a   Liridon Kalludra című angol Wikipédia-szócikk fordításán alapul.  Az eredeti cikk szerkesztőit annak laptörténete sorolja fel. Ez a jelzés csupán a megfogalmazás eredetét és a szerzői jogokat jelzi, nem szolgál a cikkben szereplő információk forrásmegjelöléseként.